# Phyllodactylus interandinus
Phyllodactylus interandinus este o specie de șopârle din genul Phyllodactylus, familia Gekkonidae, descrisă de Hugh Neville Dixon și Huey 1970. A fost clasificată de IUCN ca specie cu risc scăzut. Conform Catalogue of Life specia Phyllodactylus interandinus nu are subspecii cunoscute.